# Jonas Fink
Jonas Fink è un personaggio dei fumetti creato da Vittorio Giardino, protagonista dei tre albi L'infanzia, L'adolescenza e Il libraio di Praga pubblicati rispettivamente nel 1997, nel 1998 e nel 2018 che ripercorrono la storia della sua vita. 

## Trama
Jonas Fink, un introverso bambino praghese di origini ebraiche, assiste impotente all'arresto immotivato del padre nel corso delle purghe antiborghesi da parte del regime socialista nell'ottobre 1950. Viene quindi cresciuto dalla madre cercando di far fronte alle numerose discriminazioni e ai problemi di natura economica che lo pressano, abbandonando precocemente gli studi nonostante l'ottimo profitto e arrangiandosi in lavori umili, cercando contemporaneamente di rintracciare il luogo dove è rinchiuso il padre. I volumi trattano le vicende della vita del giovane protagonista mentre sullo sfondo è delineata la grigia Praga dell'epoca di Stalin e Chruščëv, con i suoi abitanti impegnati a godersi una parvenza di normalità sistematicamente interrotta dalle incursioni nella vita privata da parte dei servizi segreti del governo.